# Bayerische Ärzteversorgung
Die Bayerische Ärzteversorgung ist die berufsständische Pflichtversorgungseinrichtung für die Ärzte, Zahnärzte und Tierärzte, die in Bayern beruflich tätig sind. Sie wurde 1923 gegründet und ist damit das älteste Versorgungswerk Deutschlands. Sie gewährt ihren Mitgliedern und deren Hinterbliebenen Versorgungsleistungen in Form von Alters-, Berufsunfähigkeits- und Hinterbliebenenversorgung.

## Geschichte
Die Bayerische Ärzteversorgung wurde im Jahre 1923 gegründet, da damals die gesetzliche Rentenversicherung die Versorgung der Ärzte, Zahnärzte und Tierärzte wie auch der Angehörigen aller weiteren freien Berufe nicht sicherstellen konnte und die Weltwirtschaftskrise sowie die Inflation nach dem Ersten Weltkrieg die private Vorsorge praktisch vollständig entwertet hatten. Die Bayerische Ärzteversorgung gehört als Deutschlands ältestes und größtes Versorgungswerk aller berufsständischen Versorgungswerke für die Angehörigen der verkammerten Freien Berufe dem gegliederten System der sozialen Sicherung in Deutschland an. Die berufsständischen Versorgungswerke repräsentieren einen Versorgungstypus eigener Art, der selbständig neben den sonstigen Pflichtversorgungssystemen (insbesondere der gesetzlichen Rentenversicherung) und den Formen freiwilliger Vorsorge (insbesondere Lebens- und Rentenversicherung) steht. Dachverband aller berufsständischen Versorgungswerke ist die Arbeitsgemeinschaft Berufsständischer Versorgungseinrichtungen e. V. (ABV).

## Zuständigkeitsbereich
Die Bayerische Ärzteversorgung ist die berufsständische Pflichtversorgungseinrichtung für die Ärzte, Zahnärzte und Tierärzte, die in Bayern beruflich tätig sind. Darüber hinaus ist die Bayerische Ärzteversorgung auch für die Ärzte in den ehemaligen Regierungsbezirken Pfalz und Rheinhessen des Landes Rheinland-Pfalz, für die Zahnärzte im ehemaligen Regierungsbezirk Pfalz des Landes Rheinland-Pfalz und für die Tierärzte in Rheinland-Pfalz und im Saarland zuständig.

## Gesetzliche Aufgabe
Gesetzliche Aufgabe der Bayerischen Ärzteversorgung ist es, ihren Mitgliedern und deren Hinterbliebenen Versorgungsleistungen in Form von Alters-, Berufsunfähigkeits- und Hinterbliebenenversorgung zu gewähren.

### Mitgliedschaft
Pflichtmitglieder der Bayerischen Ärzteversorgung sind kraft Gesetzes alle nicht berufsunfähigen, zur Berufsausübung berechtigten Ärzte, Zahnärzte und Tierärzte, wenn sie im Tätigkeitsbereich der Bayerischen Ärzteversorgung beruflich tätig sind (§§ 15 ff der Satzung der Bayerischen Ärzteversorgung).
Angestellt tätige Mitglieder der Bayerischen Ärzteversorgung sind im Regelfall gleichzeitig auch in der gesetzlichen Rentenversicherung pflichtversichert. Sie können sich jedoch von der Versicherungspflicht in der gesetzlichen Rentenversicherung befreien lassen (§ 6 Abs. 1 Satz 1 Nr. 1 SGB VI).
Pflichtbeiträge sind für die Zeit der Mitgliedschaft zu entrichten. Die Beitragspflicht endet in der Regel mit dem Versorgungsfall. Mitglieder, die keine Einkünfte aus ärztlicher, zahnärztlicher oder tierärztlicher Tätigkeit erzielen, sind beitragsfrei.

## Leistungen
Die Höhe der Versorgungsleistungen richtet sich grundsätzlich nach den eingezahlten Beiträgen. Versorgungsanwartschaften und -leistungen werden alljährlich unter Berücksichtigung der wirtschaftlichen Entwicklung angepasst (Dynamisierung).
Pflichtleistungen an Mitglieder sind
- das obligatorische Altersruhegeld
- das vorgezogene Altersruhegeld
- das Teilruhegeld (zu 30, 50 oder 70 %)
- das hinausgeschobene Altersruhegeld
- das Ruhegeld bei vorübergehender oder dauernder Berufsunfähigkeit
- das Kindergeld als Zuschlag zum Ruhegeld

Pflichtleistungen an Hinterbliebene sind
- das Witwen- oder Witwergeld
- das Waisengeld
- die Abfindung von Versorgungsleistungen bei Wiederheirat

Als freiwillige Leistungen können
- Unterhaltsbeiträge an nicht anspruchsberechtigte Ehegatten des verstorbenen Mitglieds
- Unterhaltsbeiträge für Kinder in Berufsausbildung sowie für Kinder oder an Waisen bei dauernder Erwerbsunfähigkeit
- Beihilfen für Rehabilitationsmaßnahmen
- Ausgleichsleistungen in Härtefällen

gewährt werden.

## Rechtsform
Die Bayerische Ärzteversorgung ist eine rechtsfähige Anstalt des öffentlichen Rechts mit Selbstverwaltung. Ihr Sitz ist in München (seit Gründung bis 1982 im Lehel (München) und seit 1982 im Arabellapark). Organe der Bayerischen Ärzteversorgung sind der aus Mitgliedern bestehende Landesausschuss als Normsetzungs- und Kontrollorgan und die Bayerische Versorgungskammer als Geschäftsführungs- und Vertretungsorgan in der Organisationsform einer staatlichen Oberbehörde.

## Rechtsgrundlagen
Rechtsgrundlagen der Bayerischen Ärzteversorgung sind das bayerische Gesetz über das öffentliche Versorgungswesen, die Verordnung zur Durchführung des Gesetzes über das öffentliche Versorgungswesen (DVVersoG), die Satzung der Bayerischen Ärzteversorgung sowie die Staatsverträge zwischen dem Freistaat Bayern und den Ländern Rheinland-Pfalz und Saarland.